# Московське вище військове командне училище
Московське вище військове командне училище (рос. Московское высшее военное командное училище; скорочення МВВКУ) — військовий заклад вищої освіти збройних сил Російської Федерації. Найстаріший військовий навчальний заклад Російської Федерації, заснований 15 грудня 1917 року. З 2015 року училище готує командний склад з вищою військово-спеціальною освітою за 4-х річною системою військової освіти для механізованих військ та сухопутних військ збройних сил Російської Федерації.